# Banco BPI
Banco BPI allmänt känd som BPI,  är en portugisisk bank med huvudkontoret i Porto.

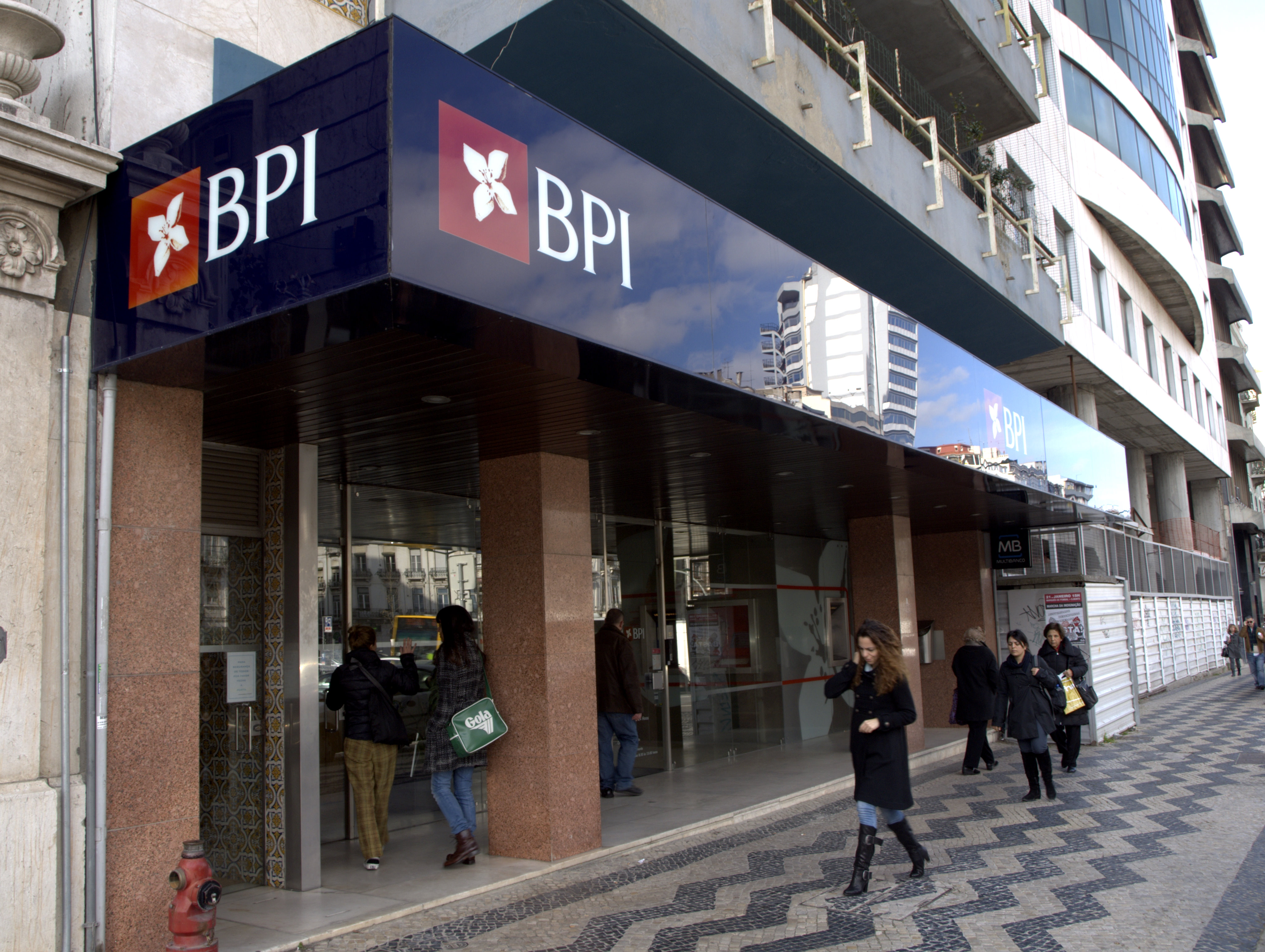
BPI-bankfilial vid Praça do Duque de Saldanha i Lissabon.

Den grundades 1985, och ingår i PSI-20-index.

## Verksamhet
- Portugal
- Angola[2]
- Moçambique[3]
- Spanien[4]